# Песковатская волость
Песковатская во́лость — административно-территориальная единица в составе Царицынского уезда Саратовской губернии, с 1919 года - Царицынской губернии. Волостное правление - в селе Песковатке.
В 1894 году за крестьянами волости числилось 34433 десятины удобной и неудобной земли. К волости относились бывшие помещичьи деревни Михайловка и Екатериновка, бывшее удельное село Песковатка и его хутора: Леднев, Ильин, Андрианов, Костин, Архипов, Кузьмин, Прозоров, бывшее государственное село Водяное, его хутор Западный, деревня Широкое, выселок Стрельная, хутор Родниковский, деревня Оленья и хутор Алтухов.
Волость располагалась по правой стороне Волги севернее посада Дубовка.

## Население
Динамика численности населения
| 1882 | 1894 |
| ---- | ---- |
| 5679 | 6903 |